# Mysmenopsis viracocha
Mysmenopsis viracocha är en spindelart som beskrevs av Léon Baert 1990. Mysmenopsis viracocha ingår i släktet Mysmenopsis och familjen Mysmenidae.
Artens utbredningsområde är Peru. Inga underarter finns listade i Catalogue of Life.